# 2022년 과테말라 지진
2022년 과테말라 지진은 2022년 2월 16일 현지 시각 기준 새벽 과테말라 남쪽 해안에서 발생한 지진이다. 지진 규모는 모멘트 규모 기준 Mw6.2이며 최대진도는 수정 메르칼리 진도 계급 기준 VI를 관측했다. 과테말라 전역에서 경미하지만 광범위한 피해가 발생했으며 수도인 과테말라에서는 벽에 금이 가고 산사태가 발생하는 피해가 있었다.

## 지질학적 환경
과테말라의 남쪽 해안선은 중앙아메리카 해구를 따라 코코스판이 북아메리카판 혹은 카리브판 아래로 수렴하는 수렴 경계 위에 있다. 이 판 경계와 관련된 지진으로는 판 경계간 지진인 규모 Mw7.4의 2012년 과테말라 지진과 섭입하는 코코스판 내부의 단층에서 발생한 규모 M6.9의 2014년 멕시코-과테말라 지진이 있다. 과테말라 북부에는 북아메리카판과 카리브판 사이 주향이동단층형 경계에서 좌수향 주향이동을 보이는 모타과 단층과 칙소이-폴로칙 단층이 있다. 모타과 단층은 과테말라 북부에서 발생하는 큰 규모의 지진이 일어나는 원인인데 규모 M7.5의 1976년 과테말라 지진이 대표적이다.

## 지진

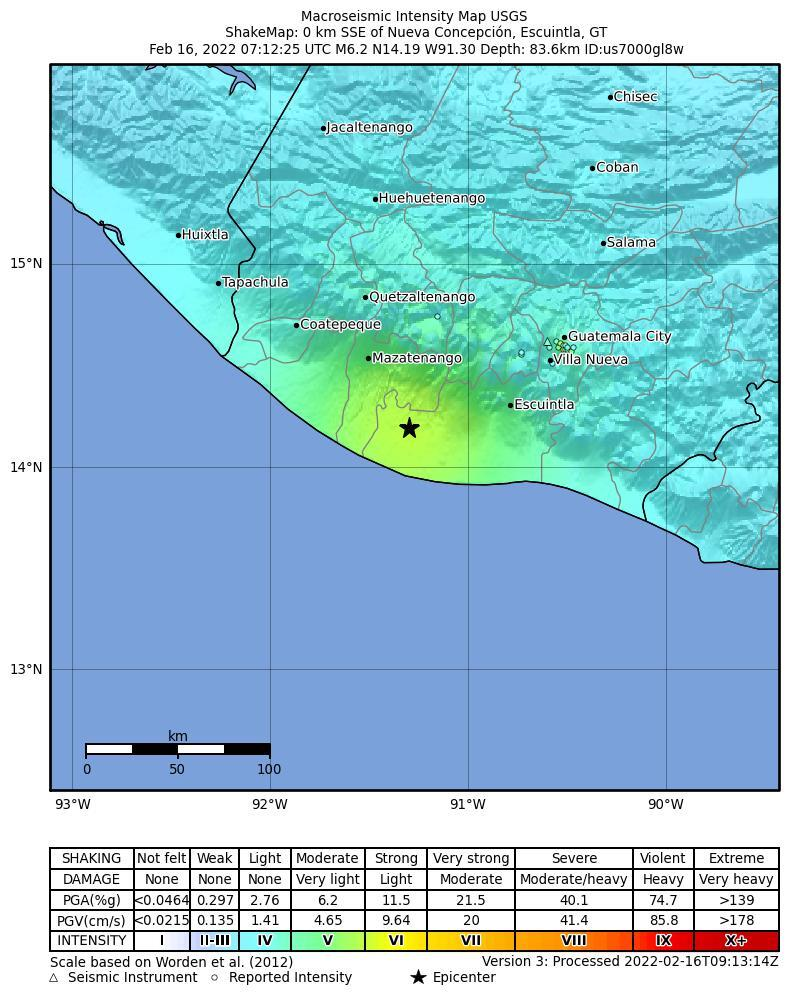
미국 지질조사국(USGS)이 작성한 각 지역별 진도를 그린 지도

본진은 현지 지진 관측 기관에서 규모 M6.8로 잠정 측정했지만 나중에 미국 지질조사국(USGS)이 지진의 규모를 모멘트 규모 M6.2로 수정했다. 진원 깊이는 83.6 km의 중발지진으로 수정 메르칼리 진도 계급 기준 최대진도 VI를 관측했다.
| 각 지역별 수정 메르칼리 진도 계급 |                                      |           |
| MMI                               | 위치                                 | 인구      |
| VI                                | 누에바콘셉시온                       | 441,000   |
| V                                 | 케트살테낭고, 과테말라, 에스쿠인틀라 | 462만명   |
| IV                                | 치말테낭고, 산타아나                 | 1,340만명 |

## 피해와 사상자
이번 지진으로 과테말라의 7개 주에서 지진 피해가 발생했다. 수도인 과테말라와 그 주변에서 주택 39채가 붕괴되거나 파손되었고, 산악지대 인근 도로를 막는 산사태가 여러 차례 발생했다. 지진으로 믹스코, 케트살테낭고, 바하베라파스주에서 각각 1명씩 총 3명이 충격으로 인한 심장마비로 사망했고 미성년자 1명을 포함한 2명이 부상을 입었다.

## 같이 보기
- 2022년 지진
- 과테말라의 지진 목록